# Agiari
Gli agiari (in georgiano აჭარლები?, Ačarlebi) sono un gruppo etnografico dei georgiani che vivono principalmente in Agiaria nella Georgia sudoccidentale e parlano il dialetto agiaro della lingua georgiana.
Gli agiari avevano una propria entità territoriale, la Repubblica Autonoma di Agiaria, fondata il 16 luglio 1921 come Repubblica Socialista Sovietica Autonoma d'Agiaria. Dopo anni di stallo post-sovietico, la regione è stata avvicinata nel 2004 allo stato georgiano, mantenendo il suo status di autonomia.
Vari insediamenti agiari si trovano anche nelle province georgiane di Guria, Kvemo Kartli e Kakheti, nonché in diverse aree della vicina Turchia.

## Storia e religione

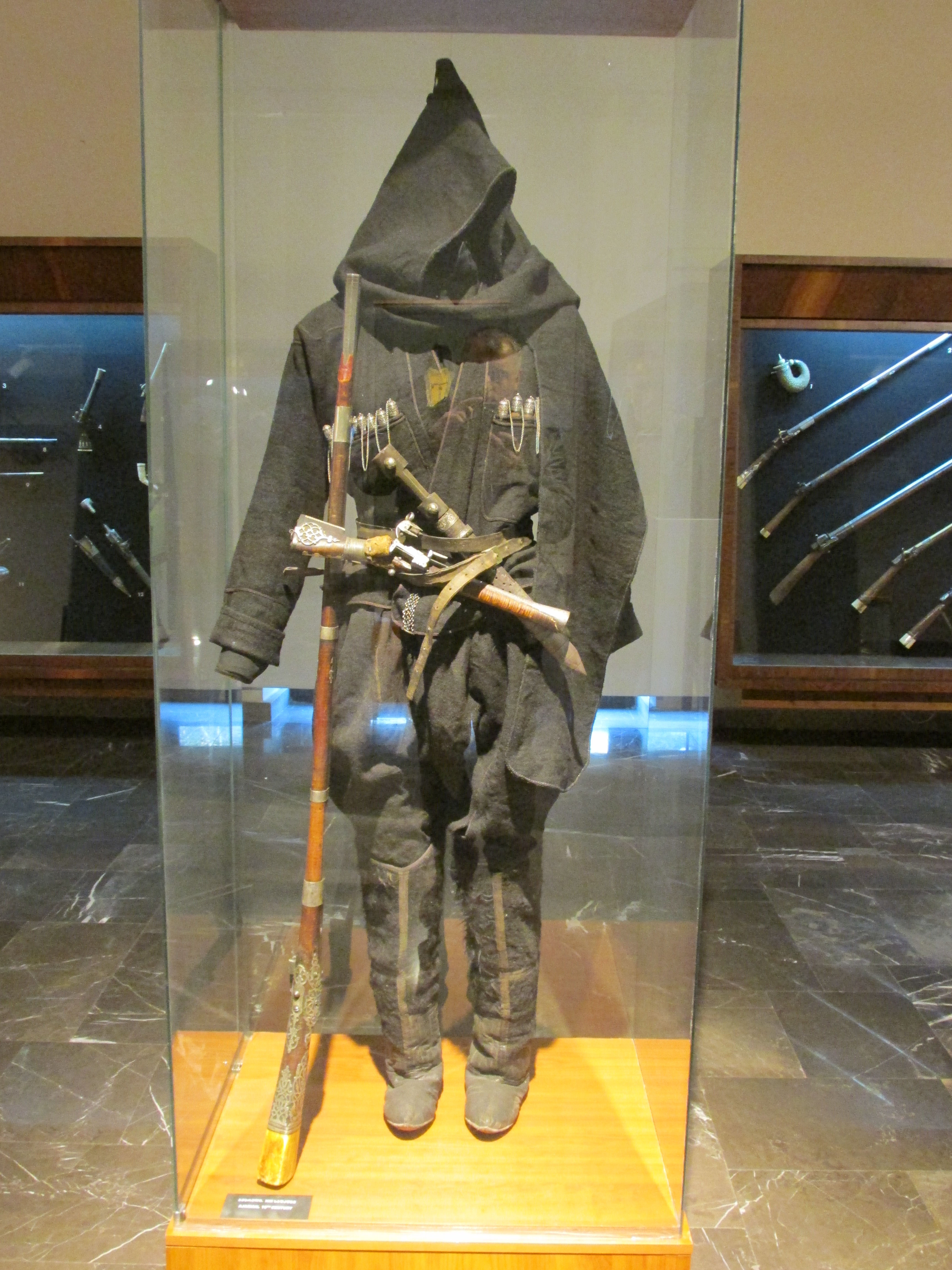
Abbigliamento da uomo agiario

Molti agiari si convertirono all'Islam nel XVI e XVII secolo quando gli ottomani governavano le terre georgiane sud-occidentali.
La popolazione georgiana dell'Agiaria era generalmente conosciuta come georgiani musulmani fino a quando il censimento sovietico del 1926 li elencò come Agiari, separati dal resto dei georgiani, contandoli in 71 426. Nei censimenti successivi (1939-1989) furono elencati con gli altri georgiani, poiché i censimenti ufficiale sovietico non richiedevano informazioni sulla religione. Negli anni '20, la soppressione religiosa e e la collettivizzazione obbligatoria portarono alla resistenza armata degli abitanti dell'Agiaria contro le autorità comuniste.
Il crollo dell'Unione Sovietica e il ripristino dell'indipendenza georgiana hanno accelerato la cristianizzazione degli agiari, soprattutto tra i giovani. Tuttavia, un certo numero di agiari, in particolare dentro e intorno a Khulo, rimangono musulmani sunniti. Secondo le stime recentemente pubblicate dal Dipartimento di statistica dell'Agiaria, il 70% sono cristiani e il 30% musulmani.

## Lingua
Gli agiari parlano l'agiario, un dialetto georgiano imparentato con quello parlato nella vicina provincia settentrionale di Guria, ma con un certo numero di prestiti linguistici turchi. L'agiario possiede anche molte caratteristiche in comune con le lingue zan (mingreliano e laz), che sono sorelle del georgiano e sono incluse nel gruppo linguistico kartveliano.